# Jamie Lawrence (calciatore 2002)
Jamie Lawrence (Monaco di Baviera, 10 novembre 2002) è un calciatore tedesco, difensore del WSG Tirol.

## Carriera

### Club
Cresciuto nel settore giovanile del Bayern Monaco, nel 2020 è stato assegnato alla squadra riserve dove ha debuttato il 26 settembre 2020 nell'incontro di 3. Liga perso 3-0 contro il Verl. Ha segnato il suo primo gol il 10 aprile del 2021, nella trasferta pareggiata 2-2 contro l'Ingolstadt 04; conclude la sua prima stagione da professionista con una rete in 28 presenze nella terza divisione tedesca, trascorrendo poi la stagione 2021-2022 sempre con la squadra riserve del club bavarese ma in quarta divisione, categoria nella quale va in rete per 4 volte in 32 partite giocate.
L'8 giugno 2022 ha prolungato il contratto fino al 2026 ed è stato contestualmente ceduto in prestito al Magdeburgo, club di 2. Bundesliga, la seconda divisione tedesca. Nella stagione 2022-2023 gioca 25 partite in campionato ed una partita in Coppa di Germania; il prestito viene poi rinnovato anche per la stagione 2023-2024, nella quale Lawrence gioca ulteriori 12 partite con il Magdeburgo (11 in campionato ed una in coppa nazionale).
Il 2 luglio del 2024, dopo essere rientrato al Bayern Monaco dal prestito, è stato ceduto a titolo definitivo al WSG Tirol, club della prima divisione austriaca.

### Nazionale
Ha giocato con le nazionali giovanili tedesche Under-17 e Under-20.

## Statistiche

### Presenze e reti nei club
Statistiche aggiornate al 13 aprile 2025.
| Stagione                | Squadra                 | Campionato              | Campionato | Campionato | Coppe nazionali | Coppe nazionali | Coppe nazionali | Coppe continentali | Coppe continentali | Coppe continentali | Altre coppe | Altre coppe | Altre coppe | Totale | Totale | Totale |
| Stagione                | Squadra                 | Comp                    | Pres       | Reti       | Comp            | Pres            | Reti            | Comp               | Pres               | Reti               | Comp        | Pres        | Reti        | Pres   | Reti   |        |
| ----------------------- | ----------------------- | ----------------------- | ---------- | ---------- | --------------- | --------------- | --------------- | ------------------ | ------------------ | ------------------ | ----------- | ----------- | ----------- | ------ | ------ | ------ |
| 2020-2021               | Bayern Monaco II        | 3L                      | 28         | 1          | -               | -               | -               | -                  | -                  | -                  | -           | -           | -           | 28     | 1      |        |
| 2021-2022               | Bayern Monaco II        | RL                      | 32         | 4          | -               | -               | -               | -                  | -                  | -                  | -           | -           | -           | 32     | 4      |        |
| Totale Bayern Monaco II | Totale Bayern Monaco II | Totale Bayern Monaco II | 60         | 5          |                 | -               | -               |                    | -                  | -                  |             | -           | -           | 60     | 5      |        |
| 2022-2023               | Magdeburgo              | 2L                      | 25         | 0          | CG              | 1               | 0               | -                  | -                  | -                  | -           | -           | -           | 26     | 0      |        |
| 2023-2024               | Magdeburgo              | 2L                      | 11         | 0          | CG              | 1               | 0               | -                  | -                  | -                  | -           | -           | -           | 12     | 0      |        |
| Totale Magdeburgo       | Totale Magdeburgo       | Totale Magdeburgo       | 36         | 7          |                 | 2               | 0               |                    | -                  | -                  |             | -           | -           | 38     | 7      |        |
| 2024-2025               | WSG Tirol               | BL                      | 25         | 2          | CA              | 3               | 0               | -                  | -                  | -                  | -           | -           | -           | 28     | 2      |        |
| Totale carriera         | Totale carriera         | Totale carriera         | 121        | 7          |                 | 5               | 0               |                    | -                  | -                  |             | -           | -           | 126    | 7      |        |